# Tignish
Tignish är en ort i Kanada.   Den ligger i provinsen Prince Edward Island, i den östra delen av landet, 900 km öster om huvudstaden Ottawa. Tignish ligger 14 meter över havet och antalet invånare är 779.
Terrängen runt Tignish är platt. Havet är nära Tignish österut. Trakten är glest befolkad. Närmaste större samhälle är Alberton, 15,0 km söder om Tignish. 